# Ville-en-Sallaz
Ville-en-Sallaz är en kommun i departementet Haute-Savoie i regionen Auvergne-Rhône-Alpes i sydöstra Frankrike. Kommunen ligger i kantonen Saint-Jeoire som tillhör arrondissementet Bonneville. År 2022 hade Ville-en-Sallaz 918 invånare.

## Befolkningsutveckling
Antalet invånare i kommunen Ville-en-Sallaz
| Referens: INSEE |